# Дрогойовський Атанасій
Атанасій Дрогойовський гербу Корчак — руський релігійний діяч, православний Перемиський єпископ. 

## Життєпис
З походження шляхтич, представник роду Дрогойовських гербу Корчак. Посаду отримав перед 1440 роком, перебував на ній кілька років. Може, був проти унії з РКЦ, проголошеної в Флоренції 1439 року. Це пояснює відсутність відвідин А. Дрогойовського митрополитом Ісидором — прихильником унії — під час перебування в Галичині 1440 року. Намагався зміцнити позиції православних в Галичині, Польщі. В петиції до короля скаржився на втручання світських урядників в його справи, просив зрівняти в правах православних та католицьких духівників, звільнити православних від світської юрисдикції. Схожу петицію склав королю Холмський православний єпископ. Король привілеєм задовольнив прохання; зокрема, заборонив втручатись в справи шлюбу, розлучення тощо.